# Diversinervus elegans
Espèce
Diversinervus elegans est une espèce d'insectes diptères de la famille des Encyrtidae. On la trouve en Europe, au Mexique et en Californie. C'est un parasite des cochenilles.

## Publication originale
- (it) F. Silvestri, 1915, « Contributo all conoscenza degli insetti dell'olivo dell'Eritrea e dell'Africa meridionalei », Bollettino del Laboratorio di zoologia generale e agraria della R. Scuola superiore d'agricoltura in Portici, vol. 9, p. 240–334 (lire en ligne, p. 304, fig. LIX).